# Синявець евмедон
Синявець евмедон (Eumedonia eumedon) — вид денних метеликів родини Синявцеві (Lycaenidae).

## Назва
Вид названо на честь персонажа давньогрецької міфології Евмеда — троянця, батька Долона (розвідника, який дуже швидко бігав).

## Поширення
Вид спорадично поширений у помірній Європі та Азії від Іспанії до Японії включно. В Україні трапляється у лісовій та лісостеповій зоні та Гірському Криму.

## Опис
Розмах крил 26-30 мм, тіло завдовжки 14-17 мм. Крила зверху коричневі. Задні крила знизу з повним рядом помаранчевих субмаргінальних плям. Від дискальної плями в сторону зовнішнього краю відходить поздовжній білий штрих (крім форми fylgia).

## Спосіб життя
Метелики літають з середини червня до середини липня. Одне покоління в рік. Яйця самиця відкладає по одному на кормові рослини. Гусінь живиться квітками, плодами та листям рослин родів Журавець (Geranium) та Грабельки (Erodium). Мірмекофільний вид. Гусінь приваблює до себе мурах Lasius alienus, Myrmica sp., Tapinoma sp. Зимує у стадії гусені.